# Gnypeta rubrior
Gnypeta rubrior är en skalbaggsart som beskrevs av Tottenham 1939. Gnypeta rubrior ingår i släktet Gnypeta, och familjen kortvingar. Enligt den svenska rödlistan är arten otillräckligt studerad i Sverige. Arten förekommer i Götaland, Gotland och Svealand. Artens livsmiljö är våtmarker.